# Ди Соза, Рикарду
Рикарду Мариу ди Соза (порт.-браз. Ricardo Mário de Souza; род. 21 сентября 1994, Сан-Жозе, Санта-Катарина) — бразильский легкоатлет, специалист по бегу на короткие дистанции. Выступал за сборную Бразилии по лёгкой атлетике в 2010-х годах, чемпион Южной Америки среди юниоров, двукратный чемпион Южной Америки среди молодёжи, победитель и призёр первенств национального значения, участник летних Олимпийских игр в Рио-де-Жанейро.

## Биография
Рикарду ди Соза родился 21 сентября 1994 года в муниципалитете Сан-Жозе, штат Санта-Катарина.
Впервые заявил о себе в сезоне 2011 года, когда на Играх Санта-Катарины в Крисиуме занял шестое место в зачёте бега на 100 метров.
В 2013 году вошёл в состав бразильской сборной и выступил на юниорском панамериканском первенстве в Медельине, где выиграл бронзовую медаль в эстафете 4 × 100 метров. Позднее также стартовал на юниорском южноамериканском первенстве в Чако — получил серебро в дисциплине 100 метров, взял бронзу в дисциплине 200 метров, одержал победу в эстафете 4 × 100 метров.
В 2014 году среди прочего принял участие в молодёжном южноамериканском первенстве в Монтевидео — занял четвёртое место в 100-метровом беге и победил в эстафете 4 × 100 метров.
В 2016 году в эстафете 4 × 100 метров завоевал серебряную награду на домашнем иберо-американском чемпионате в Монтевидео. Благодаря череде успешных выступлений удостоился права защищать честь страны на летних Олимпийских играх в Рио-де-Жанейро — в программе эстафеты 4 × 100 метров вместе с соотечественниками благополучно вышел в финал и занял итоговое шестое место. На молодёжном южноамериканском первенстве в Лиме выиграл бронзовую медаль в беге на 100 метров, победил в эстафете 4 × 100 метров.
Впоследствии оставался действующим профессиональным спортсменом и продолжал участвовать в различных легкоатлетических стартах национального уровня вплоть до 2019 года, однако на крупных международных соревнованиях больше не выступал.